# Прапор Організації американських держав
Прапор Організації американських держав — один з офіційних символів Організації американських держав (ОАД); він складається з емблеми ОАД, яка обтяжує світло-блакитне поле.

## Історія

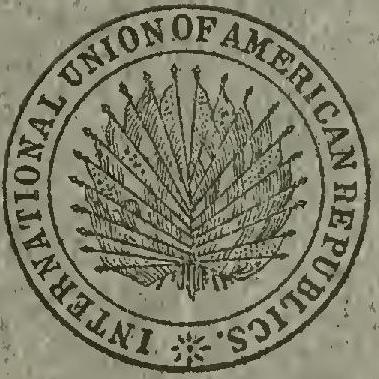
Емблема, яка вже використовувалася в панамериканізмі в 1909 році.

Вона була прийнята в 1965 році і кілька разів змінювалася, коли до ОАД приєднувалися нові члени. Прапор Організації американських держав вперше був використаний під час правління генерального секретаря Хосе Антоніо Мора. Прапор складається з печатки Організації, яка представляє прапори всіх держав-членів на королівсько-блакитному тлі. Цю марку з прапорами вперше можна побачити на меморандумі у двадцятих роках, під час генерального керівництва пана Лео С. Роу. Прапор було замовлено компанії Annin &amp; Co., Нью-Йорк, у квітні 1961 року. Колір фону був обраний справжній синій, який не був ні світло-блакитним, ні темно-синім. У центрі розміщені прапори всіх країн-учасниць у формі кола з десятьма щоглами внизу та обрамлені колом. Востаннє дизайн оновлювався в 1991 році, коли Беліз і Гаяна приєдналися до Організації американських держав. Кожного разу, коли входить нова держава-член, її прапор включається в дизайн. Використання прапора було встановлено відповідно до традицій і звичаїв протягом багатьох років в Організації.

## Вексилологічний опис
Дизайн складається з прямокутника на синьому фоні з білим колом, облямованим золотим кольором, у центрі. Усередині цього кола розташована емблема організації, яка складається з групи прапорів усіх держав-членів, яких наразі 35, піднятих на золотих щоглах. Порядок прапорів наведено в іспанському алфавітному порядку, починаючи з Антигуа і Барбуди в нижньому лівому куті, за годинниковою стрілкою до Венесуели в нижньому правому куті.